# Ziehl-Abegg SE

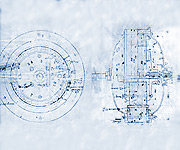
Primer diseño de un motor de rotor externo

Ziehl Abegg SE (propia escritura es ZIEHL-ABEGG SE, hasta el 2013 Ziehl Abegg AG) es un fabricante alemán de ventiladores para aire acondicionado y ventilación, así como de motores para elevadores. La sede central se encuentra en Künzelsau, Hohenlohe, un distrito del estado federado de Baden-Württemberg en Alemania.
El grupo está compuesto por:
- Ziehl-Abegg SE, Künzelsau (sede central)
- Ziehl-Abegg Automotive GmbH & Co. KG, Künzelsau[3]

y por todas las subsidiarias internacionales.

## Historia
En 1897, Emil Ziehl diseñó el primer motor de rotor externo. A principios de 1910 fundó junto al investor sueco Eduard Abegg la Ziehl-Abegg Elektrizitäts-Gesellschaft m.b.H. con sede en Berlín-Weißensee, un distrito berlinés.  Ziehl había depositado grandes esperanzas en Abegg, cuya tarea era desarrollar turbinas eólicas. Tras haber puesto el logo de la compañía en circulación, fue constatado que Abegg no tenía los medios financieros prometidos y que la patente inscrita no era válida. Abegg dejó la compañía ese mismo año.
Las instalaciones en Berlín fueron desmanteladas y transportadas a la Unión Soviética  tras la capitulación alemana en 1945, por órdenes de la Administración Militar Soviética en Alemania.
Tras huir a Alemania Occidental, los hermanos Heinz y Günther Ziehl reabrieron la compañía en 1947 en la localidad de Kuenzelsau. La producción de un motor de rotor externo como accionamiento de ventilador empezó en 1960. En 1973 se fundó la primera subsidiaria y comenzó así la internalización de la compañía. En 2001 siguió la conversión de la empresa en una sociedad anónima en propiedad familiar.
Subsidiarias comerciales se encuentran en Polonia, China, Rusia, EE. UU., Rep. Checa, Suecia, Reino Unido, Dinamarca, Finlandia, Francia, Italia, Australia, Singapur, Suiza, Austria, Ucrania, España, Benelux, Sudáfrica, Japón, Turquía, India y Brasil.
Dos empresas competidoras (Gebhardt, Rosenberg) fueron fundadas por antiguos empleados de Ziehl-Abegg, Wilhelm Gebhardt trabajaba en el área de desarrollo, y Karl Rosenberg estaba empleado en el área de ventas hasta 1981, cuando abrió su propia compañía.

## Productos
En la división de ventilación se producen ventiladores axiales y radiales con un diámetro de 190 mm a 1400 mm, así como motores y el Sistema de regulación correspondiente. Las áreas de aplicación son por ejemplo calefacción, refrigeración y tecnología de salas blancas.
Ziehl Abegg fue la primera compañía a nivel mundial en introducir Motores EC (ver motor de imanes permanentes) en la tecnología de ventilación a finales de los años 80. En los 90 las aspas fueron segadas y en 2006 fue agregado un perfil biónico para minimizar la emisión de ruido. También como pionera a nivel mundial, Ziehl Abegg desarrolló en 2013 el primer ventilador a base de un bio polímero, en este caso aceite de ricino.
En el área de motores y accionamientos se construyen motores para elevadores, aplicaciones médicas como tomógrafos y para omnibuses.

## Instalaciones

### Ziehl-Abegg SE

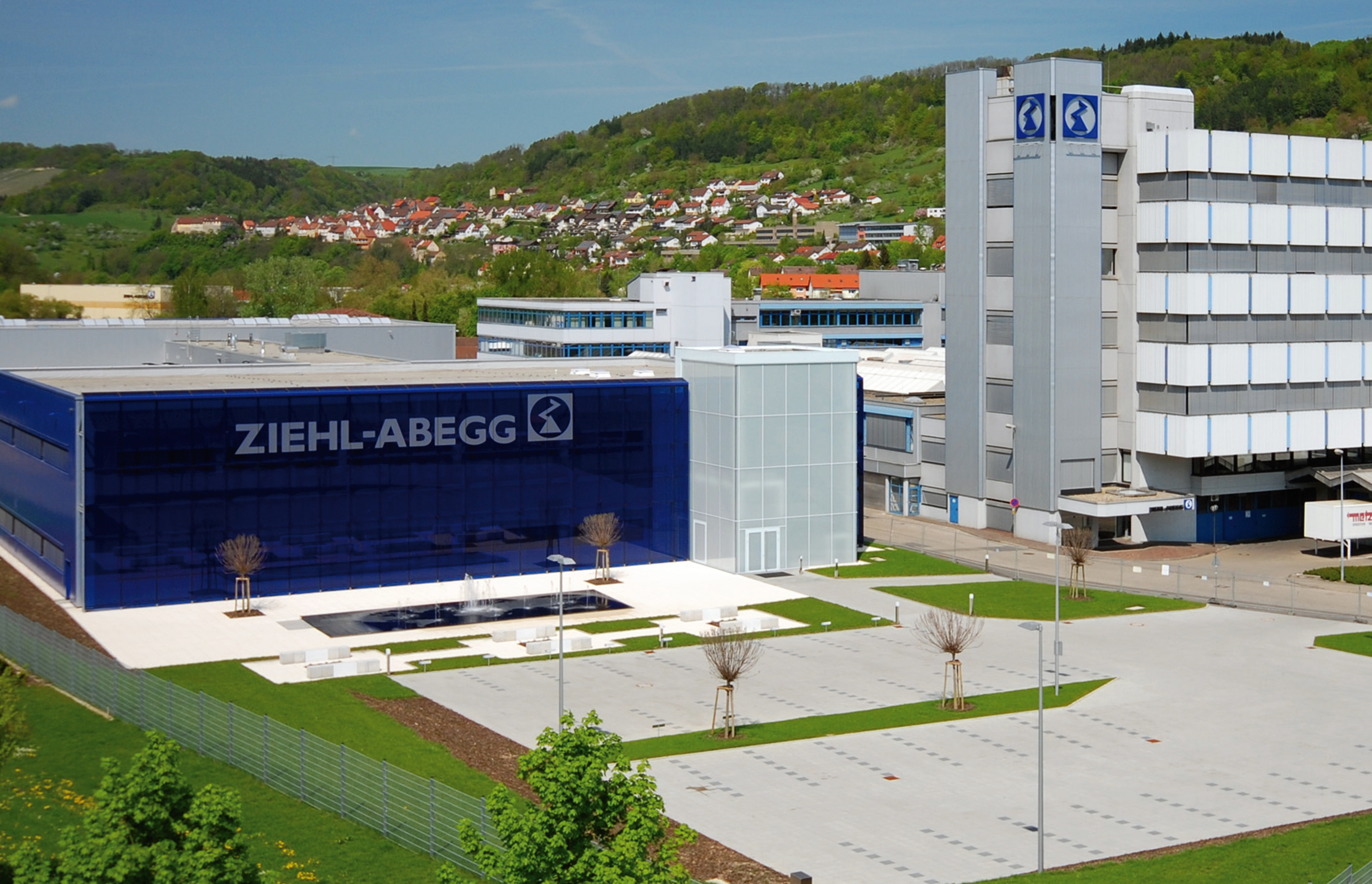
Oficinas de ZIEHL-ABEGG en Künzelsau

La central tiene dos plantas en Künzelsau, ubicadas en las calles Heinz-Ziehl-Straße y Würzburger-Straße. Es allí que se encuentra desde el 2008 la cámara de medición y pruebas para ventiladores más grande del mundo.
Además de la planta principal, Ziehl-Abegg tiene instalaciones en la localidad de Schöntal-Bieringen y en el parque industrial de Hohenlohe, en Kupferzell. Las dos instalaciones en Kupferzell se encuentran en la calle Günther-Ziehl-Straße.

### Ziehl-Abegg France SARL
La producción de motores eléctricos y sistemas de ventilación completos para la refrigeración y aerotécninca se encuentra en Villieu-Loyes-Mollon, Lyon en Francia. Allí trabajan 118 empleados en un área de 10.000 m².

### Ziehl Abegg KFT
ZIEHL-ABEGG Motor- és Ventillátorgyártó Kft en Marcali, Hungría fue fundada por ZIEHL-ABEGG GmbH. & Co. en diciembre del 1994 con un capital de 84.570.000 Florines. Fabrica equipamiento para ventilación, motores eléctricos especiales, ventiladores axiales y radiales, y accesorios para la industria agrícola, construcción de maquinaria, aire acondicionado y la industria del frío. La sede consiste de tres plantas con un área total de 62.000 m².

## Formación Profesional
El porcentaje de aprendices y estudiantes en Ziehl-Abegg está cerca al 10%. En el año 2014, Ziehl-Abegg obtuvo como empresa piloto el certificado "Dualis" por su excelente programa de formación profesional. Este certificado es otorgado por la Cámara de Comercio e Industria de Heilbronn. 
En diciembre del 2012, la empresa recibió el premio Human Resources Excellence Award por su Cultura de Integración para con los empleados internacionales. Asimismo, Ziehl-Abegg está exportando el Sistema de Formación Dual Alemán: en el 2013 se inició el primer programa de formación (para mecánicos industriales) en la planta de Hungría y en el 2016 se ofrecerá la carrera de Ingeniería Industrial en cooperación con las universidades de Dunaújváros y de Pécs.